# زیتیوستروما
زیتیوستروما (نام علمی: Zythiostroma) نام یک سرده از subdivision قارچ‌های فنجانی است.